# بطولة تونس لكرة السلة للرجال 1977–78
بطولة تونس لكرة السلة للرجال 1977–78 هو الموسم رقم 23 من بطولة تونس لكرة السلة للرجال.

فاز بهذا الموسم النادي الرياضي للسكة الحديد.

## روابط خارجية
- الموقع الرسمي للجامعة التونسية لكرة السلة.